# Molinia
Genre
Molinia est un genre de plantes monocotylédones de la famille des Poaceae, sous-famille des Pooideae, originaire d'Eurasie et d'Afrique du Nord, qui comprend deux espèces.
Ses espèces sont appelées sous le nom générique de « molinie » en hommage au botaniste chilien du XIXe siècle, Juan Ignacio Molina.
Ce sont des plantes herbacées vivaces, caractéristiques des prairies humides, tourbières et bois humides siliceux. Elles sont facilement reconnaissables à leurs longs épis violets.

## Liste d'espèces
Selon The Plant List (1 novembre 2017) :
- Molinia caerulea (L.) Moench - la molinie bleue d'Europe du Nord et d'Asie
- Molinia japonica Hack. - la molinie japonaise d'Asie du Nord-Est (synonyme : Moliniopsis japonica).